# Sudamérica Rugby Sevens
El Sudamérica Rugby Sevens es una serie de torneos de selecciones masculina de rugby 7 que organiza Sudamérica Rugby (exCONSUR) desde 2013.

## Reseña histórica

### Primeras temporadas
Ya a mediados del 2013, la Consur estudiaba la posibilidad de desarrollar un circuito sudamericano. Finalmente se crea junto al circuito femenino durante el verano austral del 2013-2014 sirviendo de preparación para el Seven Sudamericano.
La primera edición se llamó Circuito Sudamericano de Seven y constó de tres etapas, Súper Seven de Corrientes, Seven de Mar del Plata y Seven de Viña del Mar, en esos años se determinaba un ganador por etapa, pero no uno por temporada como acontece con la Serie Mundial. Argentina consiguió dos trofeos y Chile el restante. El verano siguiente, se disputó los tres mismos torneos, en los que el seleccionado chileno levantó la copa dos veces y Uruguay una.

### Reestructura
En el verano del 2015-16 no se realizó el circuito masculino. Al siguiente verano vuelve con algunos cambios y pasa a llamarse con el nombre actual.
Se creó por primera vez un sistema de puntuación para determinar un ganador de temporada como sucede con el circuito mundial. Participaron 8 países, 4 clasificados por ranking, 3 invitados de otras regiones más el ganador de un torneo clasificatorio entre las selecciones de desarrollo. Contó de dos etapas más la de clasificación.
Argentina se quedó con el Seven de Punta del Este venciendo en la final a Fiyi, quien venía de obtener la medalla de oro en Río 2016. El fin de semana siguiente, Fiyi derrota en el partido final a Argentina. Ambos seleccionados consiguieron 22 puntos, sin embargo el título se fue para los isleños por obtener mayor diferencia en tantos.

## Temporada 2013-14
| Selección | Corrientes | Mar del Plata | Viña del Mar |
| --------- | ---------- | ------------- | ------------ |
| Argentina | 1º         | 1º            | 3º           |
| Brasil    | no jugó    | no jugó       | 4º           |
| Chile     | 2º         | 3º            | 1º           |
| Paraguay  | 4º         | 6º            | 5º           |
| Perú      | 5º         | no jugó       | 6º           |
| Uruguay   | 3º         | no jugó       | 2º           |

## Temporada 2014-15
| Selección | Corrientes | Mar del Plata | Viña del Mar |
| --------- | ---------- | ------------- | ------------ |
| Argentina | 2º         | no jugó       | no jugó      |
| Brasil    | no jugó    | 2º            | 2º           |
| Chile     | 1º         | 1º            | 3º           |
| Colombia  | no jugó    | 3º            | no jugó      |
| Paraguay  | 4º         | 4º            | no jugó      |
| Perú      | no jugó    | 5º            | 4º           |
| Uruguay   | 3º         | no jugó       | 1º           |

## Temporada 2016-17[5][6]
| Selección   | Guarne |
| ----------- | ------ |
| Colombia    | 1º     |
| Perú        | 2º     |
| Paraguay    | 3º     |
| Ecuador     | 4º     |
| Venezuela   | 5º     |
| Guatemala   | 6º     |
| Costa Rica  | 7º     |
| Panamá      | 8º     |
| El Salvador | 9º     |

|  | Campeón y clasifica a Sudamérica Rugby Sevens |

| Pos | Selección      | Punta del Este | Viña del Mar | Total |
| --- | -------------- | -------------- | ------------ | ----- |
| 1º  | Fiyi           | 19             | 22           | 41    |
| 2º  | Argentina      | 22             | 19           | 41    |
| 3º  | Chile          | 17             | 17           | 34    |
| 4º  | Uruguay        | 12             | 12           | 24    |
| 5º  | Canadá         | 8              | 15           | 23    |
| 6º  | Estados Unidos | 15             | 8            | 23    |
| 7º  | Colombia       | 10             | 10           | 20    |
| 8º  | Brasil         | 7              | 7            | 14    |

|  | Selecciones invitadas |

## Temporada 2018
| Selección      | Criterio                           |
| -------------- | ---------------------------------- |
| Sudáfrica      | 1° Ranking World Rugby, sevens     |
| Estados Unidos | 5° Ranking World Rugby, sevens     |
| Canadá         | 8° Ranking World Rugby, sevens     |
| Argentina      | 9° Ranking World Rugby, sevens     |
| Francia        | 11° Ranking World Rugby, sevens    |
| Alemania       | 2° Clasificatorio, WRSS, Hong Kong |
| Chile          | 3° Clasificatorio, WRSS, Hong Kong |
| Uruguay        | 5° Clasificatorio, WRSS, Hong Kong |
| Irlanda        | 1° Europa                          |
| Colombia       | Ranking Sudamérica Rugby           |
| Brasil         | Ranking Sudamérica Rugby           |
| Paraguay       | Clasificado Juegos Bolivarianos    |

| Pos | Selección      | Punta del Este | Viña del Mar | Total |
| --- | -------------- | -------------- | ------------ | ----- |
| 1º  | Sudáfrica      | 22             | 22           | 44    |
| 2º  | Francia        | 17             | 19           | 36    |
| 3º  | Uruguay        | 15             | 15           | 30    |
| 4º  | Chile          | 19             | 8            | 27    |
| 5º  | Irlanda        | 8              | 17           | 25    |
| 6º  | Alemania       | 12             | 10           | 22    |
| 7º  | Argentina      | 7              | 12           | 19    |
| 8º  | Brasil         | 10             | 7            | 17    |
| 9º  | Estados Unidos | 3              | 5            | 8     |
| 10º | Colombia       | 5              | 3            | 8     |
| 11º | Canadá         | 2              | 2            | 4     |
| 12º | Paraguay       | 1              | 1            | 2     |

|  | Selecciones invitadas |

## Temporada 2019

### Sudamérica Rugby Sevens
El Sudamérica Rugby Sevens contó de dos etapas jugadas en enero entre 6 selecciones sudamericanas más 6 invitadas.
| Pos | Selección      | Punta del Este | Viña del Mar | Total |
| --- | -------------- | -------------- | ------------ | ----- |
| 1   | Chile          | 22             | 22           | 44    |
| 2   | Argentina      | 19             | 17           | 36    |
| 3   | Portugal       | 17             | 15           | 32    |
| 4   | Uruguay        | 8              | 19           | 27    |
| 5   | Alemania       | 15             | 8            | 23    |
| 6   | Sudáfrica      | 10             | 12           | 22    |
| 7   | Estados Unidos | 12             | 5            | 17    |
| 8   | Rusia          | 3              | 10           | 13    |
| 9   | Colombia       | 2              | 7            | 9     |
| 10  | Canadá         | 7              | 1            | 8     |
| 11  | Paraguay       | 5              | 3            | 8     |
| 12  | Brasil         | 1              | 2            | 3     |

|  | Selecciones invitadas |